# Diaobé-Kabendou
 (septembre 2022).
Si vous disposez d'ouvrages ou d'articles de référence ou si vous connaissez des sites web de qualité traitant du thème abordé ici, merci de compléter l'article en donnant les références utiles à sa vérifiabilité et en les liant à la section « Notes et références ».
Diaobé-Kabendou est une commune du sud du Sénégal située dans le département de Vélingara et la région de Kolda, en Haute-Casamance. Elle a été créée en juillet 2008,
C'est un nom double qui désigne les deux villes les plus importantes de la commune, Diaobé et Kandou. Diaobé est la ville principale.Elle inclut dans le périmètre communal une dizaine d'autres villages (Soutouré, Médina Samba Kandé, Maréwé, Kolda Molo...).

## Localisation géographique
Les centres des quartiers Diaobé et Kabendou sont distants de quatre kilomètres d'ouest en est. La ville est située à l'ouest du département de Vélingara à la frontière avec le département de Kolda à l'est de la Casamance et sur le rebord sud du cratère de Vélingara. À l'est de la ville, le Niandouba rejoint le Kayanga sur son chemin vers le sud hors du cratère. La Niandouba sépare les villes de Diaobé-Kabendou et de Kounkané, mais elles sont reliées par une construction combinée de chaussée et de pont de 220 mètres de long.
La ville est à 407 kilomètres au sud-est de Dakar, à 85 kilomètres à l'est de la préfecture régionale de Kolda et à 27 kilomètres au sud de Vélingara. La Gambie au nord est à 33 kilomètres et la Guinée-Bissau au sud à 26 kilomètres.

## Histoire
Les villages de Diaobé et Kandou ont été réunis en une communauté urbaine en 2008 et cela a été défini dans ses limites. Il s'agit des douze villages de Soutouré, Saré Yoba, Ndorna Samba Diao, Saré Mawndé Bothia, Médina Samba Kandé, Maréwé, Sinthiang Diaobé, Dialicounda, Saré Baling, Gambissaré Talata, Sinthiang Aïdara et Kéréwane Bassy. Selon la description officielle des frontières, la zone urbaine s'étend sur environ 45 km² et s'étend à l'est jusqu'à la rivière Niandouba.

## Population
Les recensements les plus récents donnent les effectifs suivants :
- 2013 : 28663 Habitants

## Réseau routier
Diaobé-Kabendou est une étape sur la route nationale N 6, qui, partant de la ville et du port de Ziguinchor, relie le sud et l'est de la Casamance au reste du pays via Tambacounda. Au milieu de Kabdou, un chemin de terre bifurque vers le sud de la N6 et traverse la frontière bissau-guinéenne jusqu'à Pirada.